# Ali ibn Uways
Ali ibn Uways fou un príncep djalayàrida conegut com a Shahzada Shaykh Ali, i era un dels cinc fill d'Uways I, probablement el tercer en edat, (que va regnar del 1356 al 1374). Al Shajrat Ul Atrak: Or the Genealogical Tree of the Turks and Tatars se'l identifica com a fill de Hasan ibn Uways (o sigui Shaykh Ali ibn Hasan Jalayr) i no com a fill d'Uways.
El 1374 va morir Uways I i l'hereu Husayn ibn Uways el va associar al tron segons mostren les monedes i el va designar hereu. Els germans van perdonar la mort del germà gran Hasan ibn Uways (a mans dels amirs) i Ali va ser enviat a exercir el govern de Bagdad, però en aquesta ciutat el governador Ismail, fill del ministre Zakariya (al servei d'Uways i de Husayn) va empresonar al atabeg designat per a Ali i es va emparar del poder fins al 1378/1379.
El 1378 diversos amirs de Bagdad, que estaven al servei de l'amir Ismail, fill del ministre governador titular de Bagdad (en nom del sultà Husayn) Amir Zakariya, van morir en una revolta i els sublevats van proclamar governador a Shaykh Ali. Les fonts divergeixen aquí i per uns és tractaria del fill de l'assassinat Shaykh Hasan ibn Uways i per altres del fill d'Uways Ali ibn Uways. Husayn va decidir transigir (no li constava cap rival perillós entre els revoltats) i li va enviar una amable carta en la qual li permetia conservar el govern de Bagdad.
El nou governador efectiu va cridar a Pir Ali Badak (Badik o Baduk), antic servidor de Shaykh Hasan, ara governador de Shushtar al servei del muzaffàrida Ali Shudja o Shah Shudja (1364-1384), i des de la seva arribada, el govern va adoptar diverses mesures de gran independència, com es constata en el fet que les monedes emeses a Bagdad per Husayn ibn Uways desapareixen el 1379/1380).
Husayn va considerar que es sobrepassava en la autoritat que podia exercir i va enviar contra ell a l'amir Adil Agha. Van marxar a Bagdad amb un exèrcit i Shaykh Ali i Pir Ali Badak, sense posibilitat de resistència, van haver de fugir de Bagdad i es van refugiar a Shushtar; Husayn va entrar a Bagdad sense oposició i es va quedar allí per disfrutar dels plaers de la gran capital, mentre Adil Agha era enviat en persecució dels dos fugitius. Shushtar fou assetjada un temps i finalment Shaykh Ali va pactar la submissió i el compromís de no interferir mes en el govern de Bagdad a canvi de conservar el govern de Shushtar sota sobirania muzaffàrida. Adil Agha va tornar aleshores a Bagdad i des d'alli, amb la major part de l'exèrcit, a Sultaniya.
No havia passat molt de temps quan a la meitat del hivern probablement del 1380 al 1381 (alternativament del 1379 al 1380), cridats per una facció bagdadí, Pir Ali Badak i Shaykh Ali van retornar a Bagdad. Husayn va enviar els amirs Mahmud Uka i Omar Kipchak, però els dos generals, tot i que van combatre be, foren derrotats i fets presoners per Pir Ali Badak, i les seves forces foren gairebé aniquilades. Quan Husayn ho va saber es va retirar cap a Tabriz (1380/1381), on va arribar amb dificultats. Un temps després Shaykh Ali recuperava Bagdad.
El 1382 Husayn fou assassinat per Ahmad ibn Uways però va haver d'enfrontar aleshores tant a un altre germà, Baiazid ibn Uways, aliat al general Adil Agha, com al mateix Ali [ibn Uways o ibn Hasan] i el seu aliat Pir Ali Badak. Amenaçat per Baiazid, Ahmad va fugir de Tabriz i es va dirigir a la població de Muzid, demanant ajut als kara koyunlu. Adil Agha va entrar a Tabriz amb Baiezid al seu costat i va organitzar la persecució d'Ahmad i les seves forces, però a poc d'iniciar el camí diversos amirs es van mostrar contraris i l'exèrcit va haver de tornar a Sultaniya, la seva residència., deixant el camí lliure a Ahmad per retornar a Tabriz.
Pel seu costat Shaykh Ali i Pir Baduk (que dominaven Iraq) van sortir de Bagdad en direcció a Tabriz a l'Azerbaidjan. Ahmad els va sortir al encontre i la batalla es va lliurar al Huft Rud (Set Rius). L'ala esquerra del sultà Ahmad anava manada per l'amir Omar Kipchak que va fer defecció i es va unir a Shaykh Ali. Ahmad va abandonar el camp de batalla i per la ruta de Khoy va fugir cap a Naxçıvan on es va trobar amb el seu aliat Kara Muhammad dels Kara Koyunlu que estava disposat a donar-li suport i el qual, amb cinc mil homes, va marxar contra l'exèrcit de Shaykh Ali i Pir Baduk als que va derrotar, morint els dos caps en el combat; els Kara Koyunlu van obtenir un botí considerable que es van emportar a les seves tendes (yuruts).